# Діденко Юрій Володимирович
Ю́рій Володи́мирович Діде́нко — український політик. Кандидат історичних наук, Народний депутат України IV скликання. Член Політради Народного Руху України, голова Миколаївської обласної організації Народного Руху України з 1992 року.

## Життєпис
Народився 7 травня 1959 року в селі Митків Гайсинського району Вінницької області у селянській родині. Мати Діденко Ірина Іванівна, батько Діденко Володимир Дмитрович.
Після служби у Збройних Силах закінчив Львівський кінотехнікум. Навчався в Одеському університеті та закінчив аспірантуру Одеського національного політехнічного університету.
Від 1981 до 1986 року працював електромонтажником-наладчиком у Харківському монтажно-налагоджувальному управлінні, а з 1986 по 90 рік — інженером-наладчиком.
Від 1990 до 1993 року — директор малого підприємства «Оранта».
Один із ініціаторів створення 1987 року міської організації «Зелений світ» у м. Южноукраїнськ, що виступила проти будівництва Костянтинівського та Ташлицького водосховищ та знищення козацьких святинь і унікальних бугських порогів.
Від 1998 року помічник-консультант народного депутата України. У 2005—2006 роках депутат Верховної Ради України IV скликання, член Комітету Верховної Ради з питань соціальної політики та праці.
1998 року став заступником створеного товариства української мови «Гамалія» м. Южноукраїнська Миколаївської області, що виступало за відродження української мови у зрусифікованому місті атомобудівників.
Від 1989 року член Народного Руху України та голова Южноукраїнської міської організації.
1991 року під час виборів Президента України був довіреною особою В'ячеслава Чорновола та координатором груп, що агітували за підтримку «Акту про державну незалежність України» у Миколаївській області.
У 1991—1992 роках організатор першого походу до 500-річчя українського козацтва на Миколаївщині «Буг — козацька річка» та походів, а також відзначення річниці Незалежності України. Починаючи від 1992 року і донині організатор святкової ходи вулицями м. Миколаєва. Нагороджений відзнакою «Золотий Тризуб» з нагоди 5-ї річниці Незалежності України.
1992 року обраний головою Миколаївської обласної організації Народного Руху України, яку очолює і нині. Учасник 18 з'їздів Народного Руху України, першого Всесвітнього форуму українців. Був ініціатором вшанування жертв Голодомору-Геноциду на Миколаївщині. До 60-х роковин трагічної дати ініціював встановлення меморіального комплексу жертвам Голодомору 1932-33 рр. в обласному центрі Миколаївщини. За особистий внесок у реконструкцію меморіального комплексу жертвам Голодомору був відзначений у 2003 році.
Від 1993 року ним започаткована Скорботна хода до меморіального комплексу жертвам Голодомору, в якій брали участь десятки тисяч миколаївців.
Від 1993 року є беззмінним редактором україномовного загальноукраїнського тижневика «Український південь». Член спілки журналістів. Нагороджений вищою відзнакою НРУ «За заслуги перед українським народом» до 10 річниці виходу першого числа газети «Український південь».
2001 року започаткував проведення конкурсу публіцистичних творів ім. В. Чорновола в газеті «Український південь».
За особистий внесок у прийняття Конституції України 1996 року відзначений грамотою Адміністрації Президента.
Від 1996 року, як Президент фонду «Дітям України», спільно з МКО НРУ за підтримки обласної держадміністрації та міськвиконкому організовує обласні конкурси та різноманітні заходи по відродженню української культури, звичаїв, традицій та історії нашого народу, направлені на виховання патріотизму та духовності підростаючого покоління:
- конкурс української патріотичної пісні «Червона калина»;
- від 1997 року — конкурс Шевченківської поезії «Заповіт»;
- від 1999 року — конкурс українського гумору та сатири «Сміхослов»;
- від 2001 року — огляд Різдвяних вертепів;
- від 2002 року — фестиваль фольклорно-інструментальної музики та народного співу ім. М. Аркаса.

Як народний депутат України сприяв розвитку цих ініціатив.
Ініціатор встановлення в Миколаєві пам'ятної дошки (2003 р.) та пам'ятника (2008 р.) Героєві України, голові Народного Руху України В'ячеславу Чорноволу.
Неодноразово брав участь у виборчих компаніях як керівник штабу Народного Руху України Миколаївської області. Був заступником виборчого штабу блоку Віктора Ющенка 2002 року та під час виборів Президента України 2004 року. В статусі народного депутата України ініціював зміни до закону України Про вибори народних депутатів України. Має дочку Ірину та сина Володимира.
Автор монографії «Народний Рух в державотворчих процесах України 1989—2002 рр.» та багатьох науково-публіцистичних статей та досліджень.
Указом Президента України № 336/2016 від 19 серпня 2016 року нагороджений ювілейною медаллю «25 років незалежності України».